# Der Wahn des Philipp Morris
Der Wahn des Philipp Morris è un film muto del 1921 interpretato e diretto da Rudolf Biebrach.

## Produzione
Il film fu prodotto dalla Maxim-Film Ges. Ebner & Co (Berlin).

## Distribuzione
Con il visto di censura del 23 settembre, venne presentato in prima a Berlino il 14 ottobre 1921, uscendo anche in Finlandia il 13 marzo 1922.